# Karyá
Karyá, en grec moderne : Καρυά, est un village et ancien dème du district régional de Leucade, en Grèce. Depuis 2010, il est fusionné au sein du dème de Leucade.
Selon le recensement de 2011, la population du dème compte 871 habitants tandis que celle du village s'élève à 589 habitants.

## Lieux et monuments
Musée d'art populaire Maria Koutsochero
Petit musée privé dans une maison de 1890 qui a d'abord été la maison de la famille Katopodi, puis en 1912 l'école d'art de la broderie fondée avec la médiation de la reine Sofia. Maria Stavraka dite "Koutsochero" (Μαρία του κουτσαίου χεριού, "Maria à la main infirme") est née à Karya vers 1860 ou 1865. Elle a enseigné à l'école jusqu’à sa mort en 1948. Le Musée d'art populaire a été créé à l'initiative de Theodoros Katopodis, professeur de danse du club musicologique "O Apollon" de Karyas, qui a donné au musée le nom de Maria Koutsochero, la maîtresse de sa mère. Maria Stavraka a été appelée "Infirme" après la perte de sa main droite ; malgré ce handicap, elle a continué à broder avec la seule main gauche et a fini par enseigner l'art de la broderie établissant une technique unique, celle du point "Karsan". Le musée montre entre autres son travail.
Eglouvi
Le village le plus élevé de l'île de Leucade, réputé pour ses lentilles – et sa fête des lentilles en août.
Pic Profitis Ilias
1 036 m, avec la chapelle du même nom